# انجمن شمالی دسامبریست‌ها
انجمن شمالی دسامبریست‌ها (روسی: Северное тайное общество) انجمنی واقع در سن پترزبورگ بود که پس از انحلال انجمن‌هایی دیگر با هدف ایجاد اصلاحات در امپراتوری روسیه پس از جنگ‌های ناپلئونی تأسیس شد

## انجمن شمالی و انجمن جنوبی
پیش از شورش دسامبریست‌ها برخی از افسران در نتیجه اصلاحات لیبرالی تزار الکساندر اول پیشرفت کرده بودند و تشویق شدند. لیبرالیسم در سطح رسمی تشویق شد و انتظارات زیادی را در آن دوره زمانی موجب شد. مدافع اصلی و درجه نخست اصلاحات در این دوران کنت میخائیل میخائیلوویچ اسپرانسکی بود. اسپرانسکی به سازمان‌دهی امور مربوط به وزارت کشور، اصلاح آموزش کلیسایی و تقویت نقش دولت در توسعه اقتصادی کشور کمک بسیاری کرد. نقش اسپرانسکی پس از سال ۱۸۰۸ بیشتر هم شد. از آن زمان تا سال ۱۸۱۲، که اسپرانسکی تبعید شد او به شدت اصلاحات خود را ادامه داد.
در سال ۱۸۱۹ او از تبعید بازگشت و به عنوان فرماندار سیبری منصوب شد. در سال ۱۸۱۸ تزار از کنت نیکولای نیکولایویچ نووسیلتسف جهت تدوین قانون اساسی دعوت کرد. در این میان و در حد فاصل سال‌های ۱۸۱۶ تا ۱۸۱۹ سرف‌های بالتیک آزاد شدندکه منجر به بروز ناآرامی‌هایی شد و نهایتاً تزار را متقاعد کرد تا سیاست‌هایی محافظه کارانه برگزیند. در این میان، تجربیات جنگ‌های ناپلئونی و پی بردن به افسران به رنج سربازان دهقان منجر به جذب افسران دسامبریست به اصلاحات شد.
در سال ۱۸۱۶، چندتن از افسران گارد امپراتوری روسیه انجمنی به نام اتحادیه نجات یا فرزندان وفادار و راستین میهن را تأسیس کردند. پس از پیوستن پاول پستل آرمانگرا به این انجمن، انجمن گرایش‌های انقلابی در پیش گرفت. در این میان شایعه شد که امپراتور قصد دارد پایتخت را از سن پترزبورگ به ورشو منتقل کند و همه دهقانان را بدون اجازه اربابان آزاد کند. در این میان یاکوشین ایده قتل امپراتور را مطرح کرد. وقتی انجمن زمینداران روسی با این ایده مخالفت کرد یاکوشین از انجمن خارج شد و میخائیل موراویف-ویلنسکی که خوی آزادی‌خواهی بیشتری داشت اساسنامه دیگری برای انجمن تدوین کرد و نام اتحادیه (انجمن) سعادت را بر آن نهاد. این اساسنامه بر خلاف اساسنامه پیشین کمتر خوی انقلابی داشت. البته با این همه انجمن کماکان غیرقانونی بود پس از این اصلاحات به جز عده ای قلیل و از جمله الکساندر فون بنکندورف کلیه اعضاء انجمن سابق به انجمن جدید پیوستند.
پس از شورش در هنگ سمنوفسکی در سال ۱۸۲۰ انجمن تصمیم گرفت که تمامی فعالیت‌های خود را تعلیق کند. اما با این همه دو گروه مخفیانه به فعالیت خود ادامه دادند: یک انجمن جنوبی، مستقر در تولچین(اوکراین امروزی) و یک انجمن شمالی مستقر در سن پترزبورگ که رهبری دسته اخیر با افسرانی از قبیل نیکیتا موراویف و سرگئی پتروویچ تروبتسکوی بود. انجمن شمالی در آرزوی برقراری نظام سلطنتی مشروطه همانند نظام حاکم بر بریتانیا بود. بر این اساس این افسران معتقد بودند حتی در صورتی که مردم متمایل باشند همین نظام مشروطه نیز در آینده باید با حکومتی جمهوری جایگزین شود. آنها همچنین معتقد بودند که باید یک مجلس قانونگذاری تشکیل شود و خواستار اعدام خانواده امپراتوری نبودند. آنها متمایل به لغو نهاد سرف در کل روسیه بودند و الگوی بالتیک را موفق می‌پنداشتند و معتقد به برابری در برابر قانون بودند. انجمن جنوبی اعتقادات رادیکال تری داشت و مشابه اتحادیه نجات طرفدار برقراری نظام جمهوری بود و اراضی را مجدداً تقسیم کند به نحوی که اراضی بین دولت و دهقانان تقسیم شود. انجمن اسلاوهای متحد (یا پان اسلاویسم‌ها) در سال ۱۸۲۳ در نووگراد-ولینسکی (در اوکراین امروزی) تأسیس شد و برنامه‌های آن مشابه انجمن جنوبی بود اما تأکید بیشتری بر برابری داشت و خواستار تأسیس کشور متحده اسلاوها شامل فدراسیون روسیه (شامل اوکراین)، لهستان، مولداوی (شامل بسارابیا) با پیوست والاکیا، ترانسیلوانیا، مجارستان (شامل اسلواکی، اسلوونی، ویوودینا، کارپاتو-اوکراین با نام مستعار زارکارپاتیا)، کرواسی، صربستان، دالماسی، سرزمین‌های چک بوهمیا و موراویا و ولاچ به استثنای بلغارستان و مقدونیه بود. این انجمن به انجمن جنوبی پیوست و برنامه خود را با انجمن جنوبی منطبق کرد.

## نظرات سیاسی
نظرات سیاسی انجمن شمالی در چهار حوزه به شرح ذیل قابل تبیین است:

### ساختار دولت
- سلطنت مشروطه را پیشنهاد می‌دادند.[۴]
- تشکیل فدراسیون متشکل از ۱۳ ایالت[۵] که به جای تأکید بر ویژگی‌های قومی بر اساس ویژگی‌های اقتصادی مناطق بنا شده باشد.
- تفکیک قوا به قوه مقننه،  قوه مجریه و قوه قضاییه.
- ایجاد یک قوه مقننه دو مجلسی [۴] متشکل از "دوما ورخوونا" (مجلس علیا) و "مجلس نمایندگان مردم" (مجلس پایین). قرار بود نمایندگان هر دو مجلس به مدت ۶ سال انتخاب شوند و هر دو سال یک سوم از نمایندگان مجدداً انتخاب شوند.
- دولت‌ها برای دوره زمانی ۴ ساله برگزیده شوند.
- قدرت اجرایی متعلق به امپراتور بود که فرمانده کل قوا هم بود امپراتور با موافقت «دوما ورخوونا" (مجلس علیا) سفیران و کنسول‌ها، قضات دیوان عالی کشور و وزیران را تعیین می‌کرد. امپراتور "نخستین مقام دولتی" در نظر گرفته می‌شد و حقوق بالایی دریافت می‌کرد (از ۸ تا ۱۰ میلیون روبل نقره در سال). امپراتور می‌توانست دربار را حفظ کند.

### سرف‌ها
- رعیت‌داری (سرف‌ها) لغو می‌شد اما دارایی مالکان قدیمی پابرجا می‌ماند.[۴]
- دهقانان آزاد شده تا ۲ جریب زمین زراعی دریافت می‌کردند.

### حقوق مدنی
- برابری همه شهروندان در برابر قانون[۴]
- آزادی بیان، مطبوعات، مذهب[۴]

### مسئله زمین
اعضای انجمن معتقد بودند که اراضی بایستی به دو دسته تقسیم شود:
- عمومی: (دهقانی، ایالتی و …) که به صورت رایگان و بدون حق خرید و فروش به دهقانان واگذار می‌شود.
- خصوصی: که متعلق به شهروندان خواهد بود.

## کتابشناسی
- Yarmolinsky, Avrahm (2014) [1956]. Road to Revolution: A Century of Russian Radicalism. Princeton, New Jersey: Princeton University Press. ISBN 0-691-61041-X. OCLC 890439998.